# 捷列姆基夫齊
49°2′32″N 26°20′35″E / 49.04222°N 26.34306°E
捷列姆基夫齊（烏克蘭語：Теремківці），是烏克蘭西部的村莊，隸屬赫梅利尼茨基州的卡緬涅茨-波多利斯基區。該村面積0.84平方公里，海拔高度264米，2001年人口466，人口密度每平方公里558.1人。